# Amstel Gold Race 1998
De 33ste editie van de Amstel Gold Race vond plaats op 25 april 1998. Het parcours, met start en finish in Maastricht, had een lengte van 257,3 kilometer. Aan de start stonden 193 renners, waarvan 84 de finish bereikten.

## Uitslag
| rang | renner               | land        | tijd       |
| ---- | -------------------- | ----------- | ---------- |
| 1    | Rolf Järmann         | Zwitserland | 6u 43' 20" |
| 2    | Maarten den Bakker   | Nederland   | z.t.       |
| 3    | Michele Bartoli      | Italië      | op 21"     |
| 4    | Michael Boogerd      | Nederland   | z.t.       |
| 5    | Bo Hamburger         | Denemarken  | z.t.       |
| 6    | Germano Pierdomenico | Italië      | op 32"     |
| 7    | Laurent Dufaux       | Zwitserland | z.t.       |
| 8    | Andrei Tchmil        | België      | op 2' 27"  |
| 9    | Alberto Elli         | Italië      | z.t.       |
| 10   | Andrea Ferrigato     | Italië      | z.t.       |

1966 · 1967 · 1968 · 1969 · 1970 · 1971 · 1972 · 1973 · 1974 · 1975 · 1976 · 1977 · 1978 · 1979 · 1980 · 1981 · 1982 · 1983 · 1984 · 1985 · 1986 · 1987 · 1988 · 1989 · 1990 · 1991 · 1992 · 1993 · 1994 · 1995 · 1996 · 1997 · 1998 · 1999 · 2000 · 2001 · 2002 · 2003 · 2004 · 2005 · 2006 · 2007 · 2008 · 2009 · 2010 · 2011 · 2012 · 2013 · 2014 · 2015 · 2016 · 2017 · 2018 · 2019 · 2020 · 2021 · 2022 · 2023 · 2024

Lijst van beklimmingen